# Capa convectiva libre

Diagrama que muestra la trayectoria de una parcela de aire cuando se eleva a lo largo del BCE en comparación con la masa de aire circundante Temperatura (T) y humedad (Tw)

En ciencias atmosféricas, la capa convectiva libre (FCL) es la capa de inestabilidad convectiva o potencial en la troposfera. Es una capa en la que el aire ascendente puede experimentar flotabilidad positiva (PBE), de modo que puede producirse una convección húmeda profunda (DMC). En un sondeo atmosférico, es la capa entre el nivel de convección libre (LFC) y el nivel de equilibrio (EL). El FCL es importante para una variedad de procesos convectivos y para el pronóstico de tormentas severas.
Es la capa de inestabilidad, el "área positiva" en los diagramas termodinámicos donde una parcela de aire ascendente es más cálida que su entorno. La integración de la energía flotante del LFC al EL da la cantidad de energía potencial convectiva disponible (CAPE), una estimación de la energía máxima disponible para la convección. La profundidad del FCL se expresa mediante la fórmula:
FCL = ZEL - ZLFC
o 
FCL = PEL - PLFC
La convección profunda y húmeda es esencialmente una tormenta o una nube de tormenta, aunque algunas de esas convección no producen relámpagos y, por tanto, tampoco truenos. Se trata de nubes cumulus congestus o nubes cumulonimbus. Una parcela de aire que asciende desde la capa cercana a la superficie (capa mixta (ML) o capa límite (PBL)) debe atravesar la capa estable de inhibición convectiva (CIN) cuando esté presente. Este trabajo proviene de aumentar suficientemente la inestabilidad en los niveles bajos mediante elevación de la temperatura o del punto de rocío, o mediante elevación mecánica. Sin la ayuda de fuerza mecánica, un paquete debe llegar a suLa temperatura convectiva (Tc ) antes de que la convección húmeda (nube) comience cerca del nivel de condensación convectiva (CCL), mientras que con la elevación dinámica, la base de la nube comienza cerca del nivel de condensación elevada (LCL). Cuando existe dicha inversión de cobertura, ésta permanecerá como una convección húmeda y poco profunda (pequeños cúmulus) hasta que se rompa la capa de inhibición convectiva, después de lo cual se produce DMC cuando una parcela golpea el LFC y ingresa al FCL, si el forzamiento térmico o mecánico continúa. (y hay suficiente humedad disponible en la capa del flujo de entrada). En el nivel de flotabilidad neutra (EL), una parcela es más fría que el medio ambiente y es termodinámicamente estable, continúa aumentando a través del impulso y, por lo tanto, se desacelera hasta que finalmente deja de ascender en el nivel máximo de parcela (MPL), lo que puede visualmente manifestarse como un top que se sobrepasa. Si se ignoran otras influencias, una mayor cantidad de CAPE total en el FCL y especialmente un mayor espesor de esta área positiva, que puede medirse como índice elevado (LI) a una altitud respectiva, da como resultado corrientes ascendentes más vigorosas y un ascenso más rápido de las parcelas de aire.